# Inge Schrama
Ingmar (Inge) Schrama, (Heemstede, 5 december 1985) is een Nederlandse actrice. Schrama kreeg vooral naamsbekendheid door haar rol als Sjors Langeveld in de soap Goede tijden, slechte tijden.

## Biografie
Schrama was al vanaf haar kindertijd gefascineerd door het toneel. Na het behalen van haar mavo-diploma richtte de actrice zich geheel op het acteren. Na een gastrol in de VARA-dramaserie Dunya & Desie bemachtigde Schrama in het voorjaar van 2003, ze was toen net zeventien, een hoofdrol in de dagelijkse soap Goede tijden, slechte tijden. Deze rol speelde ze met onderbrekingen vanwege een sabbatical (2012) en zwangerschapsverlof (2013 en 2016) tot halverwege 2017, toen ze moest stoppen vanwege een burn-out. Het was in eerste instantie de bedoeling dat Schrama na haar herstel terug zou keren in de serie, echter twee jaar later in 2019 maakte ze bekend definitief niet terug te keren. Haar rol werd overgenomen door Melissa Drost.

## Privé
Schrama is bekend als vegetariër en werd in het jaar 2009 uitgeroepen tot de meest sexy vegetariër door Stichting Wakker Dier.
Schrama had jaren een relatie met Bart van Liemt, de zanger van de band The Sheer.
Schrama heeft een relatie met Daniël Samkalden. Met hem kreeg zij in 2013 een dochter en in 2016 een zoon.

## Filmografie
| Televisie als actrice | Televisie als actrice        | Televisie als actrice | Televisie als actrice                   |
| Jaar                  | Productie                    | Rol                   | Opmerkingen                             |
| --------------------- | ---------------------------- | --------------------- | --------------------------------------- |
| 2003                  | Dunya & Desie                | Deborah               | 1 aflevering: Boze oog                  |
| 2003–2017             | Goede tijden, slechte tijden | Sjors Langeveld       | Vaste rol                               |
| 2004                  | Kees & Co                    | zichzelf              | 1 aflevering: No business like showbizz |